# Jinočany
Jinočany település Csehországban, Nyugat-prágai járásban. Jinočany Chrášťany, Rudná, Prága, Dobříč, Zbuzany és Nučice településekkel határos. Lakosainak száma 2295 fő (2024. január 1.).

## Népesség
A település lakosságának változását az alábbi diagram mutatja:
| Lakosok száma | 213  | 364  | 704  | 531  | 817  | 792  | 1876 | 1952 | 2110 | 2295 |
|               | 1869 | 1890 | 1921 | 1950 | 1980 | 2001 | 2017 | 2019 | 2022 | 2024 |